# シャルル・カミュ

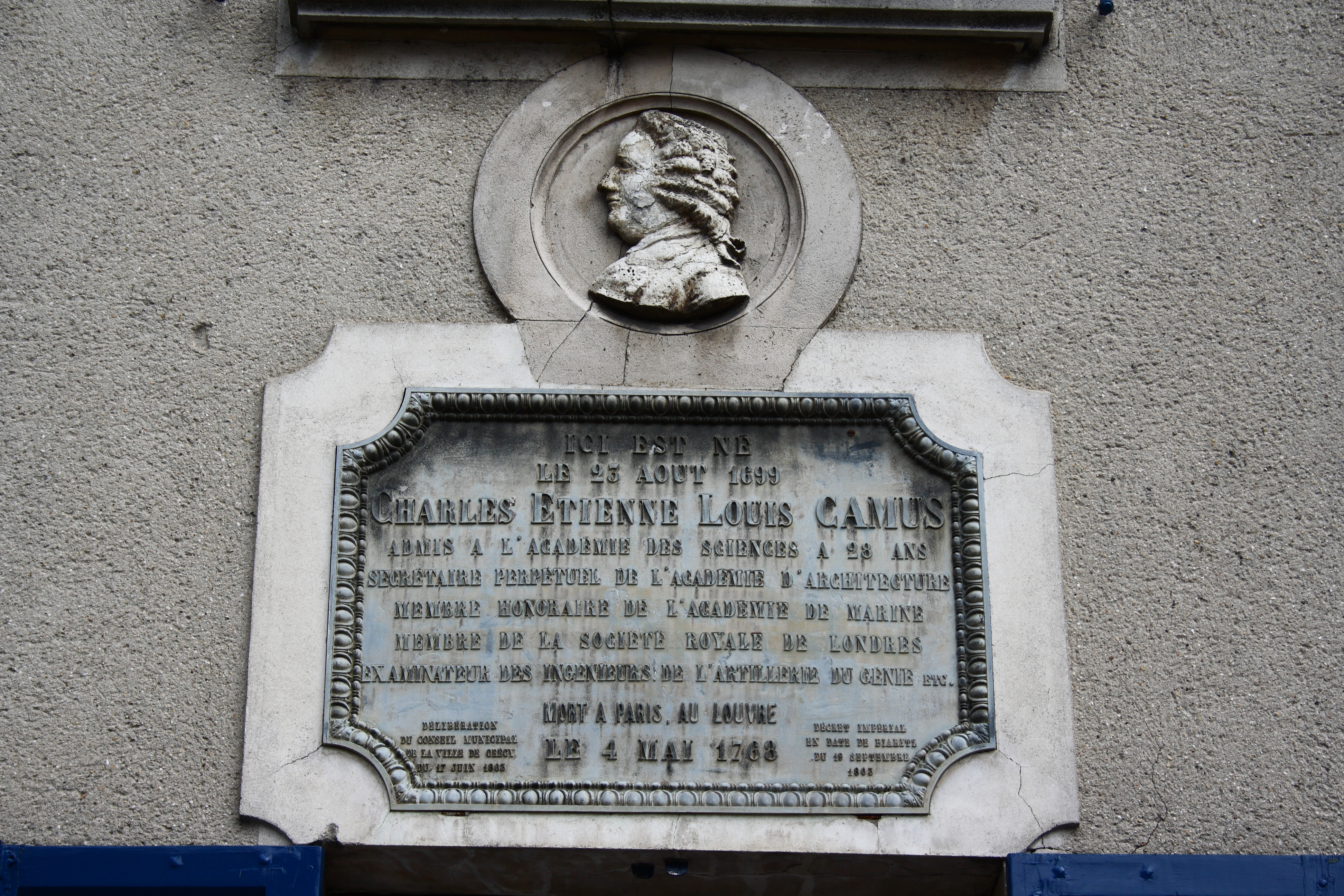
シャルル・エティエンヌ・ルイ・カミュ

シャルル・エティエンヌ・ルイ・カミュ（Charles Étienne Louis Camus、1699年8月25日 - 1768年2月2日）は、フランスの数学者・技術者である。
イル＝ド＝フランス州のクレシー＝アン＝ブリー（現在のイル＝ド＝フランス地域圏クレシー＝ラ＝シャペルで生まれた。建築や天文学を学び、1727年科学アカデミーの会員に選ばれた。ロンドン王立協会の会員にも選ばれ、建築アカデミーの幾何学の教授を務めた。1736年にピエール・ルイ・モーペルテュイ、アレクシス・クレローとともに、地球の形状を調べるための子午線弧長を測量するラップランド（トルネ谷）の調査隊に加わった。1766年に彼が著した数学の入門書Cours de mathématiquesは広く用いられた。
歯車とその利用についても研究し、ジラール・デザルグやフィリッペ・ドゥ・ライール、オーレ・レーマーらとともにサイクロイド歯車の発明者であるとされる。